# Louis T veut savoir
Louis T veut savoir est une émission de télévision québécoise animée par l'humoriste québécoise Louis T. et diffusée depuis le 25 mars 2021 sur la chaîne Savoir média. Elle a été produite avec la participation financière du Fonds Bell (en).

## Concept
Tentant de faire le pont entre le grand public et la recherche universitaire, Louis T. investigue sur des sujets polémiques, qui divisent ou qu'il peine lui-même à comprendre.

## Épisodes
Chaque épisode aborde et démystifie un enjeu de société avec des expertes et experts du milieu, de même qu'avec des spécialistes issus du milieu universitaire.

### Saison 1
La première saison de Louis T veut savoir est diffusée à partir du 25 mars 2021.
- L'épisode Transhumanisme (première diffusion : 25 mars 2021) met en lumière les technologies visant à améliorer les performances humaines, physiques comme cognitives. Il réunit Yannick Roy, doctorant en neurosciences à l'Université de Montréal, Sheida Rabipour, postdoctorante en neurosciences à l'Institut universitaire en santé mentale Douglas, Céline Lafontaine, chercheuse et professeure à l'Université de Montréal, et Rich Lee, biohacker.
- L'épisode Désobéissance civile (première diffusion : 1er avril 2021) se penche sur le rôle de ceux et celles qui défendent des causes en refusant d'obéir aux lois. Il rassemble Jade, activiste antispéciste à Direct Action Everywhere, Francis Dupuis-Déri, professeur au Département de science politique et à l'Institut de recherches et d'études féministes de l'Université du Québec à Montréal, Hugo Tremblay, avocat et professeur à la faculté de droit de l'Université de Montréal, Frédérick Philippe, psychologue social et professeur titulaire au Département de psychologie de l'Université du Québec à Montréal, et Clément, un participant à la vigile pour Regan Russel.
- L'épisode Catastrophe (première diffusion : 8 avril 2021) s'intéresse à la préparation aux différentes situations d'urgence, de même qu'aux façons de soutenir les survivantes et les survivants. Est-il même possible de prévoir les catastrophes? Y interviennent Yannick Hémond, professeur en résilience, risques et catastrophes au Département de Géographie de l'Université du Québec à Montréal, Dr Jasmin Villeneuve, médecin-conseil à l’Institut national de santé publique du Québec, Hugues Charest, spécialiste clinique en biologie médicale et professeur associé au Laboratoire de santé publique du Québec, Danielle Maltais, professeure au Département des sciences humaines et sociales à l'Université du Québec en Outaouais, et Élizabeth Girard, la conjointe de Louis T.
- L'épisode Choc des générations (première diffusion : 15 avril 2021) explore les mythes et réalités qui se cachent derrière les conflits entre différentes générations. Y interviennent Alex Dumas, professeur agrégé à l'École des sciences de l’activité physique de l'Université d'Ottawa, Yves Carrière, professeur agrégé et directeur du département de démographie de l'Université de Montréal et Éliane Racine, étudiante au doctorat à l'École de relations industrielles de l'Université de Montréal.
- L'épisode La 5G (première diffusion : 22 avril 2021) analyse les débats concernant l'émergence de la technologie 5G, entre fausses nouvelles et inquiétudes réelles. Y interviennent Stéphane Bélainsky, métrologue et expert en hygiène électromagnétique, Ke Wu, chercheur à la Chaire de recherche industrielle sur les technologies sans fil de l’avenir de Polytechnique Montréal, Paul Héroux, physicien et toxicologue des ondes électromagnétiques à la Faculté de médecine de l’Université McGill et Darine Ameyed, doctorante en intelligence ambiante à l'École de technologie supérieure.
- L'épisode La pauvreté (première diffusion : 29 avril 2021) éclaire la question de la pauvreté dans un « pays riche » et des préjugés qui y sont associés. Y interviennent Chéryl Hamet, une mère monoparentale, Nathan Daoust, un employé de La Manne de l’Île, Marie-Pierre Boucher, une sociologue du travail de l'Université du Québec en Outaouais, Luc Godbout, un fiscaliste et chercheur à la Chaire de recherche en fiscalité et en finances publiques de l'Université de Sherbrooke et François Blais, un ancien ministre provincial du ministère de l'Emploi et Solidarité Sociale.

### Saison 2
La diffusion de la deuxième saison a débuté le 29 mars 2022.
- L'épisode Quelle place pour l'identité de genre dans notre société? (première diffusion : 5 avril 2022) met en lumière les conceptions sociale, médicale et politique de l'identité de genre. Il réunit Dr Shuvo Ghosh, pédiatre spécialisé en dysphorie de genre, Hôpital de Montréal pour enfants, Stéphanie Pache, professeure en sociologie du genre et des sexualités à l'Université du Québec à Montréal et Jean-Sébastien Sauvé, avocat et docteur en droit des minorités sexuelles et de genre.
- L'épisode La mesure du QI est-elle valable? (première diffusion : 12 avril 2022) se penche sur la validité des tests de QI en s’attardant à leur origine et à leur usage clinique et psychopédagogique. Il rassemble Éliane Chevrier, neuropsychologue, Charles Fournier, représentant du Québec à Mensa Canada, Serge Larivée, professeur à l'École de psychoéducation de l'Université de Montréal et Martin Pâquet, professeur titulaire à l'Université Laval.
- L'épisode Les réseaux sociaux, une nouvelle dépendance? (première diffusion : 19 avril 2022) s'intéresse aux mécanismes sous-jacents des réseaux sociaux les rendant addictifs, à l’importance de identité numérique et aux impacts psychologiques des dépendances. Y interviennent Camille Alloing, professeur au Département de communication sociale et publique de l'Université du Québec à Montréal, Florence Breton, ancienne dépendante aux réseaux sociaux, Magalie Dufour, professeure agrégée au Département de psychologie de l'Université du Québec à Montréal et Mélanie Millette, professeure agrégée au Département de communication sociale et publique de l'Université du Québec à Montréal.
- L'épisode Quelles sont les limites de la culture du bannissement? (première diffusion : 26 avril 2022) explore la psychologie derrière la culture du bannissement, son lien étroit avec la désuétude du système judiciaire et comment elle participe à la réécriture de l’histoire. Y interviennent Rachida Azdouz, psychologue chercheuse affiliée au Laboratoire de recherche en relations interculturelles de l'Université de Montréal, Dyala Hamzah, professeure agrégée d'histoire de l'Université de Montréal, Kharoll-Ann Souffrant, doctorante en service social à l'Université d’Ottawa et Pierre Trudel, avocat et professeur de droit public à l'Université de Montréal.
- L'épisode L'accès à la propriété est-il un privilège? (première diffusion : 3 mai 2022) analyse les causes et les solutions à l'ébullition du marché résidentiel en explorant notamment les modèles alternatifs. Y interviennent Josée Bilodeau, propriétaire de l’entreprise ilo Mini-Maison, François Des Rosiers, professeur titulaire au Département de finance, assurance et immobilier de l'Université Laval, Jonathan Durand Folco, professeur à l’École d’innovation sociale de l’Université Saint-Paul et docteur en philosophie de l’Université Laval et Louis Gaudreau, professeur à l'École de travail social de l'Université du Québec à Montréal.
- L'épisode Quel est le rôle de la police? (première diffusion : 10 mai 2022) s'intéresse à l’impact réel du corps policier sur la criminalité, au niveau de satisfaction de la population auprès des gardiens de l’ordre aux demandes de groupes pour le définancement, le désarmement ou l’abolition du bras armé de l’État. Y interviennent Rémi Boivin, professeur agrégé à l'École de criminologie de l'Université de Montréal, Jean-Denis David, doctorant en sociologie de l'Université McGill, Marlihan Lopez, membre cofondatrice de la coalition pour le définancement et le désarmement de la police et Philippe Néméh-Nombré, doctorant en sociologie à l'Université de Montréal.

### Saison 3
La troisième saison est diffusée à partir du 31 octobre 2023.
- L'épisode Le racisme systémique (première diffusion : 31 octobre 2023) voit Louis T rencontrer des spécialistes du sujet afin d’y voir plus clair. Il réunit Myrlande Pierre, sociologue et chercheuse associée au Centre de recherche en immigration, ethnicité et citoyenneté de l'UQAM, Roberson Edouard, chercheur sénior à l'Observatoire québécois des inégalités, et Rachida Azdouz, psychologue chercheuse affiliée au Laboratoire de recherche en relations interculturelles de l'Université de Montréal.
- L'épisode L'astrologie (première diffusion : 7 novembre 2023) voir Louis T explorer ce phénomène en discutant avec divers spécialistes et en rencontrant une astrologue populaire sur les réseaux sociaux. Il rassemble Vanessa DL, astrologue, Alain Bouchard, sociologue des religions à l'Université Laval, Olivier Hernandez, directeur du Planétarium Rio Tinto Alcan de Montréal | Espace pour la vie, et Marie-Eve Cotton, professeure de psychiatrie à l'Université de Montréal.
- Dans l'épisode L'écoanxiété (première diffusion : 14 novembre 2023), Louis T rencontre des spécialistes de la question et participe à une journée d’ateliers pour personnes écoanxieuses. Y interviennent Isabelle Béliveau, fondatrice du collectif Éco-motion, Céline Verchère, sociologue, Angélie Morion, artiste, Catherine Raymond, chercheuse au Centre d’étude sur le stress humain, Alain Bourque, directeur général d'Ouranos, Dre Claudel Pétrin-Desrosiers, médecin de famille, et Pierre Valois, directeur de l’Observatoire québécois de l’adaptation aux changements climatiques à l'Université Laval .
- L'épisode L'Obésité et la grossophobie (première diffusion : 21 novembre 2023) voit Louis T chercher à savoir si les personnes obèses peuvent tout de même être en bonne santé, et si elles souffrent plus de leur poids ou de la grossophobie à leur encontre. Y interviennent Edith Bernier, vulgarisatrice, autrice et conférencière en grossophobie, Dre Mélanie Henderson, pédiatre endocrinologue et chercheuse au Centre hospitalier universitaire Sainte-Justine, Dr Benoit Arsenault, professeur titulaire de médecine à l'Université Laval et chercheur à l’Institut universitaire de cardiologie et de pneumologie de Québec, et Marie-France Goyer, chargée de cours au Département de sexologie de l'UQAM .
- Dans l'épisode Le bonheur (première diffusion : 28 novembre 2023), Louis T rencontre des spécialistes qui l’éclairent sur le sujet, et intègre aussi un groupe de gens qui pensent peut-être avoir trouvé le secret du bien-être: le yoga du rire. Y interviennent Liliana de Leo, fondatrice de Santé en forme et de Rire pour la vie, Claudia Trudel-Fitzgerald, psychologue, professeure et chercheuse en psychologie à l'Université du Québec à Trois-Rivières, Michaël Sage, Ph.D. en physiologie à l'Université de Sherbrooke, Jacques Forest, psychologue et professeur titulaire à l'École des sciences de la gestion de l'UQAM, et Marc-André Dufour, psychologue et auteur du livre Se donner le droit d’être malheureux.
- L'épisode La surmédicamentation (première diffusion : 5 décembre 2023) s'intéresse à la (sur)consommation de médicaments au Québec et se demande s'il y a d’autres alternatives à nos problèmes de santé. Y interviennent Dre Thanh-Lan Ngô, médecin psychiatre, Dr René Wittmer, médecin de famille, Johanne Collin, professeure de sociologie à la Faculté de pharmacie de l'Université de Montréal, et Camille Gagnon, pharmacienne et directrice adjointe du Réseau pour l’usage approprié des médicaments et pour la déprescription.